# 高雄煉油廠

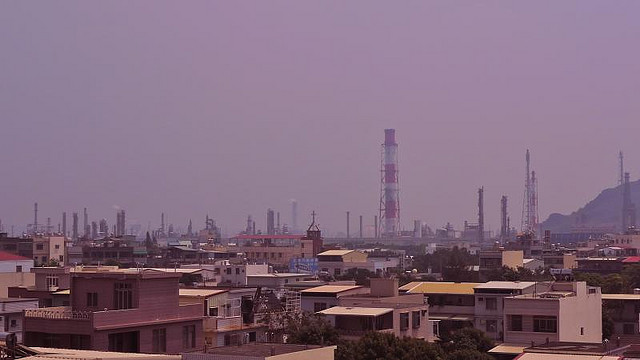
高雄煉油廠

高雄煉油廠，簡稱高廠，是一間位於高雄市楠梓區半屏山麓、已停止生產的石油煉製廠，面積廣達262公頃，曾有逾3,000名員工，乙烯年產量達40萬公噸，為台灣中油公司過去最主要的石油煉製廠之一，主要供應仁大工業區及下游工廠的需要，另有面積約209公頃的觀音山油庫、烏材林油庫等輸儲部門。
其前身是在第二次世界大戰中毀壞的大日本帝國海軍第六燃料廠高雄廠區，1947年2月完成修復並再次投入生產，為高雄煉油總廠編制的所在地，管轄高雄廠、大林煉油廠、林園石化廠、嘉義溶劑廠等；後因擴建計畫引發長達28年的反五輕運動，最終於2015年11月1日停工。

## 歷史

### 沿革

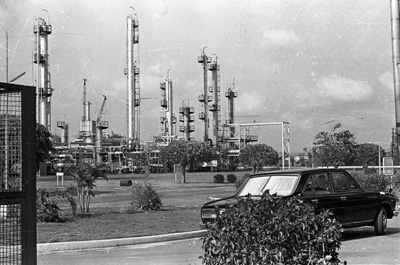
中油公司高雄煉油廠，前身為日本海軍第六燃料廠

台灣日治時期1941年，日本帝國海軍在臺灣建立日本海軍第六燃料廠，第六燃料廠分有三個廠區，分別位於新竹、新高（台中）、高雄。高雄廠設於高雄州後勁，廠區佔地約有5300x2500英尺，自1942年開始興建，1944年4月1日正式運作；高雄廠主要生產包含航空汽油、重油、飛機用潤滑油等，除了原油煉製設備，也包括油庫等設施，原始設計第一階段將完成兩座原油蒸餾工廠，第一工廠日煉一萬桶、第二工廠日煉一萬五千桶，但美軍戰爭期間估計全廠產量約每日三千到五千桶。
高雄廠在1944年完成兩座原油蒸餾工廠建廠工程，但是台灣空戰毀壞了部分設備，原本寄望從婆羅洲北運的原油油輪則遭到同盟國潛艦擊沉，因此高雄廠在1944年開工後多度停工，日軍並動員民間人力開鑿挖空半屏山，計畫將重要的煉油設備藏匿其中。日本戰敗後，中華民國國民政府接收台灣各項產業，第六燃料廠最初由中華民國海軍接收，相關器材在1946年6月1日移交給行政院資源委員會，資委會則將所有石油、天然氣相關接收日產合組為中國石油公司，撥款修復設備。六燃廠也在此時更名為高雄煉油廠；高雄煉油廠第二蒸餾工廠在1947年2月修復、第一蒸餾工廠在1948年修復，並開始運入原油加工生產。
在中華民國政府遷台後，高雄煉油廠持續擴建，並增設媒組工廠、加氫脫硫工廠、觸媒裂解工廠、輕油裂解工廠等石化工業設施；由於在地居民長期抗議煉油廠所造成的公害問題，興起長達數十年的後勁反五輕運動，因此於2015年10月31日，煉油廠正式熄爐停工。

### 汙染與工安事件
1983年5月，一戶民宅點蚊香時引燃逸散的油氣而導致爆炸。
1988年8月15日，一名工程師在宿舍點煙引發氣爆，並導致全身灼傷。
1996年8月9日，第五輕油裂解工廠重燃料油過濾網破裂，造成附近約3公里範圍降下油雨，並波及廠外宿舍區及民宅。
2002年4月3日，P-37油槽漏油。
2003年時被列為控制場址。
2004年6月25日，油廠內的Q102油槽外溢，再度引發抗爭。
2007年7月29日，第六蒸餾工廠因原油噴出導致火警。同年10月26日，第六蒸餾工廠再度因漏油發生火警。
2008年1月5日，廠區高壓分離槽管線爆裂引發火警，並造成兩名員工受傷與附近民宅玻璃震破。
2012年4月6日凌晨，五輕丁二烯工場發生爆炸，火勢在2小時內被控制，高雄市政府環境保護局依照空氣污染防制法開出100萬元的罰款。
2013年2月19日，五輕發生跳機停爐事故，緊急將管線內原料引至燃燒塔，因而冒出熊熊火舌，高雄市環保局開罰100萬元。
2013年5月27日，第二低硫燃油工場發生爆炸，並造成附近民宅玻璃破損，高雄市環保局開罰100萬元。
2013年7月30日，第二低硫燃油工場進行調整作業時，發生硫化氫外洩事件，造成包含場長在內的4人中毒送醫。
2014年4月25日，因跳機造成燃燒塔異常排放火煙，高雄市政府消防局調派消防車出動滅火。

### 廠區用地轉型
高廠合計約253公頃之業務區（76.3公頃）及工場區（176.7公頃）用地，目前正進行都市計畫變更和土壤、地下水整治作業等，未來將朝整體規劃。業務區方面將規劃三區，設立研發專區、住商社區以及文化資產區等，工場區則預計2033年完成整治。研發專區部份，中油成立於廠區內綠能科技研究所，另規劃設置「材料國際學院」及「循環技術暨材料創新研發專區」等；前者將結合跨領域、跨系統頂尖研發機構，為石化及金屬工業培養循環技術及材料科學之高階人才；後者則結合產官學研發，帶動產業朝向循環技術及材料高值化發展。
2020年8月21日，中油公司舉辦都市計畫變更前座談會，說明高雄市主要計畫特種工業區（原中油公司高雄煉油廠）變更為住宅區、商業區、保存區、特定產業專用區、乙種工業區、公園、廣場、停車場、加油站及道路用地等規劃。
2021年9月，高雄市政府經濟發展局將高雄煉油廠舊址啟動《楠梓產業園區設置計畫》。
2021年11月，台積電正式決議確定在高雄設立晶圓廠，規劃設於楠梓產業園區，預計2022年動工，2024年開始量產。
2022年8月7日，楠梓產業園區舉辦動土、同時啟動部分建物的文化資產保存計畫。
2023年5月，國發會通過「南部科學園區擴建高雄第三園區籌設計劃」，計畫將楠梓產業園區轉型成南科高雄第三園區。

### 文化資產身分
高雄市政府在2019年進行中油高雄煉油廠登錄歷史建築的審議案，其中「二輕地面燃燒塔」因為是中油第一座自主研發創建的地面燃燒塔，有見證石化工業技術變遷之意義，決議登錄為歷史建築。
另外，行政區、修造工廠區及材料倉庫區等16處建物，也決議登錄為歷史建築，其中的中山堂是由建築師王大閎所設計，是中油人共同的記憶空間；而原為日本第六海軍燃料廠的總辦公廳舍，則將另案啟動指定古蹟審議程序。

## 主要廠房
- 蒸餾工廠
- 輕油裂解工廠
  - 第一套輕油裂解廠（1968年啟用，1990年關閉）
  - 第二套輕油裂解廠（1975年啟用，1994年關閉）
  - 第五套輕油裂解廠（1994年啟用，2015年關廠）[30][31]
- 丁二烯萃取工廠
- 媒組工場
- 芳香烴萃取工廠
- 殘渣油氣化工場

## 主要產品
- 乙烯
- 丙烯
- 丁二烯
- 苯
- 甲苯
- 二甲苯
- 一氧化碳
- 合成氣

## 外部連結
- 五輕關廠後──高雄不可承受之「輕」 - 報導者 The Reporter （页面存档备份，存于）